# NBL Most Valuable Player Award
Der NBL Most Valuable Player Award ist die Auszeichnung für den Most Valuable Player (deutsch wertvollster Spieler) der regulären Saison der australasischen National Basketball League. Der Gewinner bekommt die Andrew Gaze Trophy, die nach der australischen Basketballlegende Andrew Gaze benannt ist.

## Gewinner

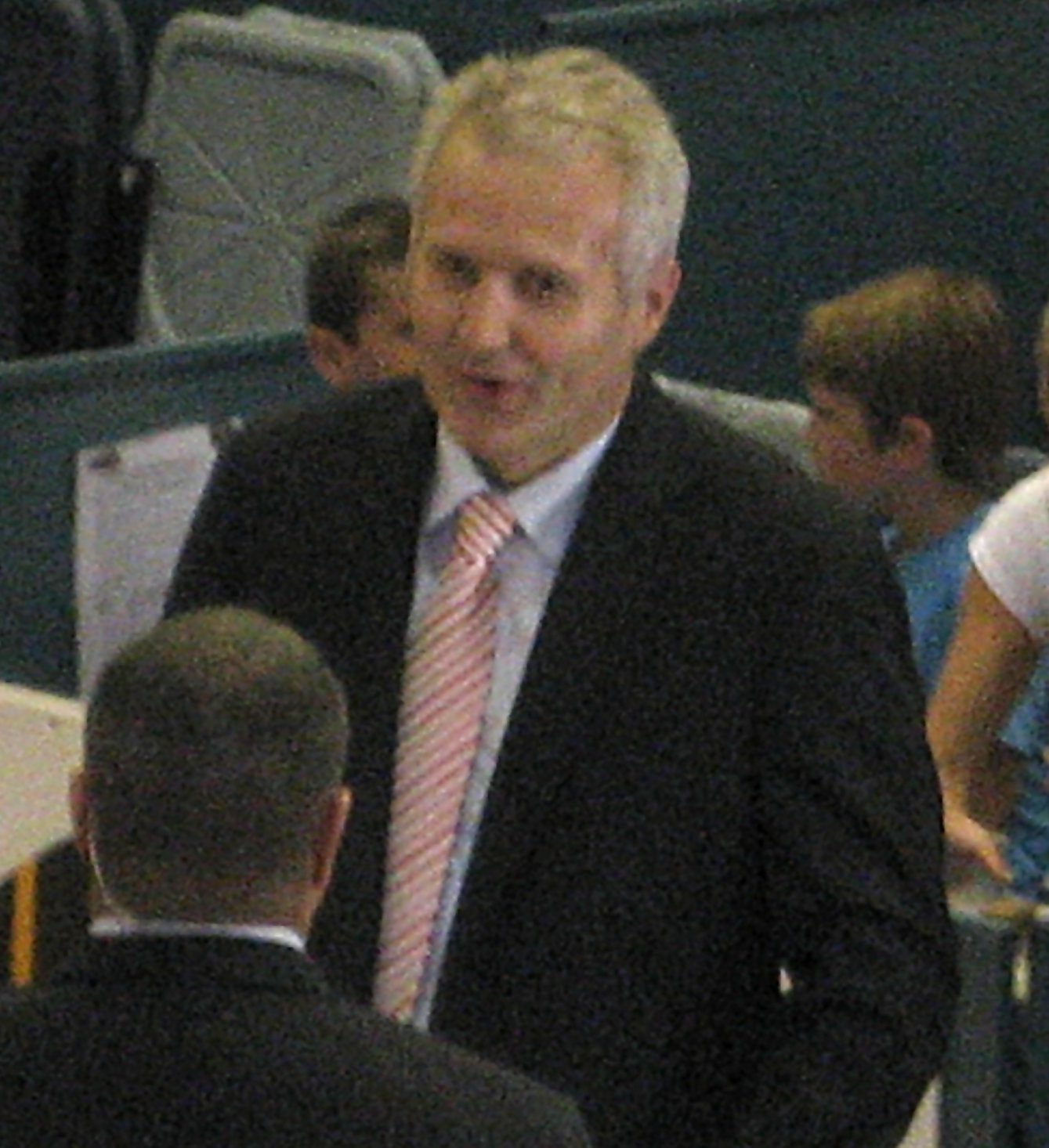
Andrew Gaze Namensgeber und siebenmaliger Gewinner der Trophäe

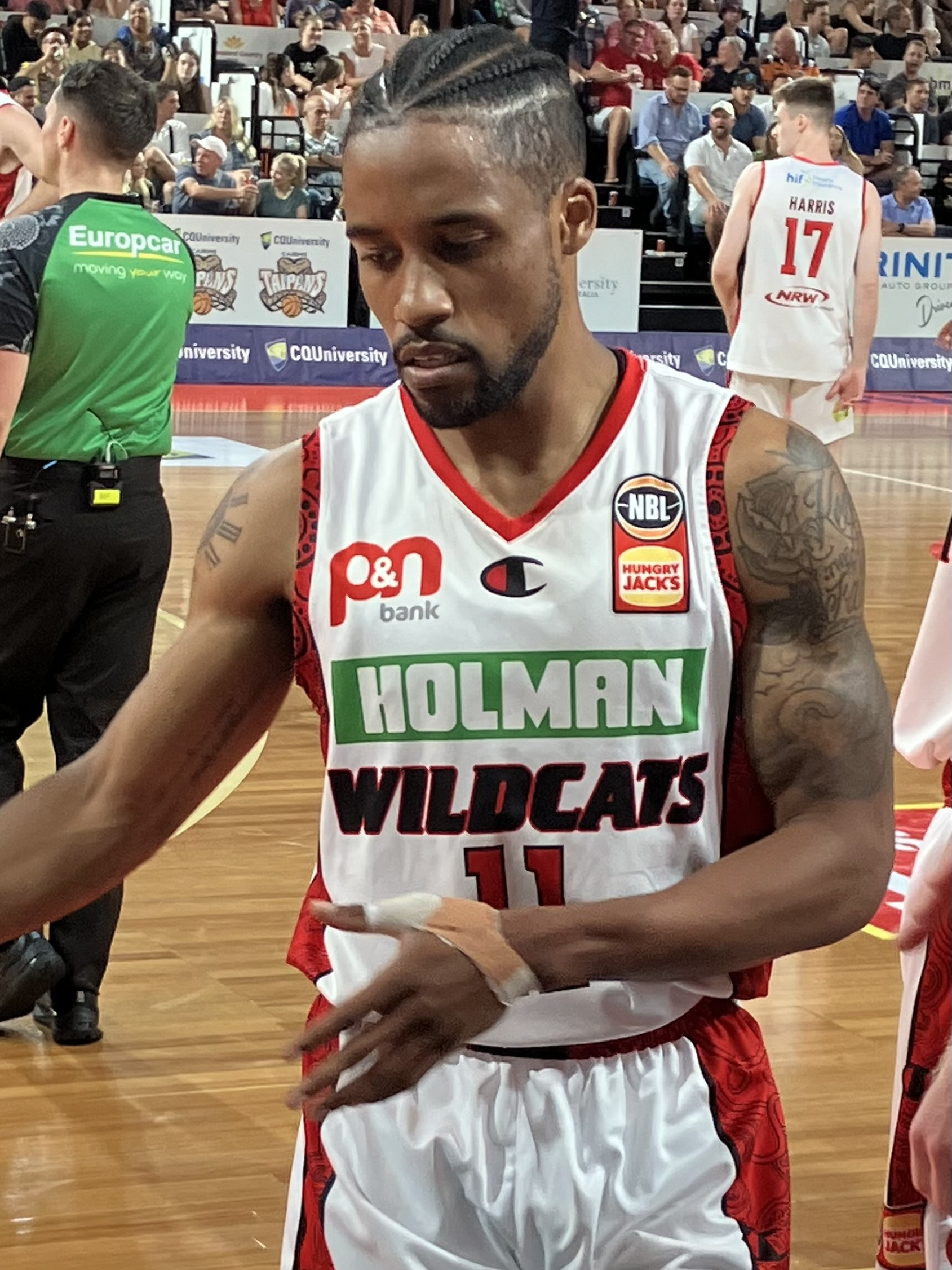
Bryce Cotton, fünfmaliger Gewinner

| Saison  | Spieler                          | Nationalität                  | Team                                            |
| ------- | -------------------------------- | ----------------------------- | ----------------------------------------------- |
| 1979    | Ken Richardson                   | Vereinigte Staaten            | West Adelaide Bearcats (1)                      |
| 1980    | Rocky Smith                      | Vereinigte Staaten            | St. Kilda Saints (1)                            |
| 1981    | Mike Jones                       | Vereinigte Staaten            | Illawarra Hawks (1)                             |
| 1982    | Al Green                         | Vereinigte Staaten            | West Adelaide Bearcats (2)                      |
| 1983    | Owen Wells                       | Vereinigte Staaten            | Sydney Supersonics (1)                          |
| 1984    | Leroy Loggins                    | Vereinigte Staaten            | Brisbane Bullets (1)                            |
| 1985    | Ray Borner                       | Australien                    | Coburg Giants (1)                               |
| 1986    | Leroy Loggins (2)                | Vereinigte Staaten            | Brisbane Bullets (2)                            |
| 1987    | Mark Davis Leroy Loggins (3)     | Vereinigte Staaten            | Adelaide 36ers (1) Brisbane Bullets (3)         |
| 1988    | Joe Hurst                        | Vereinigte Staaten            | Hobart Tassie Devils (1)                        |
| 1989    | Scott Fisher                     | Vereinigte Staaten            | North Melbourne Giants (1)                      |
| 1990    | Derek Rucker                     | Vereinigte Staaten            | Brisbane Bullets (4)                            |
| 1991    | Andrew Gaze                      | Australien                    | Melbourne Tigers (1)                            |
| 1992    | Scott Fisher (2) Andrew Gaze (2) | Vereinigte Staaten Australien | North Melbourne Giants (2) Melbourne Tigers (2) |
| 1993    | Robert Rose                      | Vereinigte Staaten            | South East Melbourne Magic (1)                  |
| 1994    | Andrew Gaze (3)                  | Australien                    | Melbourne Tigers (3)                            |
| 1995    | Andrew Gaze (4)                  | Australien                    | Melbourne Tigers (4)                            |
| 1996    | Andrew Gaze (5)                  | Australien                    | Melbourne Tigers (5)                            |
| 1997    | Andrew Gaze (6)                  | Australien                    | Melbourne Tigers (6)                            |
| 1998    | Andrew Gaze (7)                  | Australien                    | Melbourne Tigers (7)                            |
| 1998/99 | Steve Woodberry                  | Vereinigte Staaten            | Brisbane Bullets (5)                            |
| 1999/00 | Paul Rodgers                     | Australien                    | Perth Wildcats (1)                              |
| 2000/01 | Robert Rose (2)                  | Vereinigte Staaten            | Townsville Crocodiles (1)                       |
| 2001/02 | Mark Bradtke                     | Australien                    | Melbourne Tigers (8)                            |
| 2002/03 | Chris Williams                   | Vereinigte Staaten            | Sydney Kings (1)                                |
| 2003/04 | Matthew Nielsen                  | Australien                    | Sydney Kings (2)                                |
| 2004/05 | Brian Wethers                    | Vereinigte Staaten            | Hunter Pirates (1)                              |
| 2005/06 | Chris Anstey                     | Australien                    | Melbourne Tigers (9)                            |
| 2006/07 | Sam Mackinnon                    | Australien                    | Brisbane Bullets (6)                            |
| 2007/08 | Chris Anstey (2)                 | Australien                    | Melbourne Tigers (10)                           |
| 2008/09 | Kirk Penney                      | Neuseeland                    | New Zealand Breakers (1)                        |
| 2009/10 | Corey Williams                   | Vereinigte Staaten            | Townsville Crocodiles (2)                       |
| 2010/11 | Gary Ervin                       | Vereinigte Staaten            | Wollongong Hawks (2)                            |
| 2011/12 | Kevin Lisch                      | Vereinigte Staaten            | Perth Wildcats (2)                              |
| 2012/13 | Cedric Jackson                   | Vereinigte Staaten            | New Zealand Breakers (2)                        |
| 2013/14 | Rotnei Clarke                    | Vereinigte Staaten            | Wollongong Hawks (3)                            |
| 2014/15 | Brian Conklin                    | Vereinigte Staaten            | Townsville Crocodiles (3)                       |
| 2015/16 | Kevin Lisch (2)                  | Vereinigte Staaten            | Illawarra Hawks (4)                             |
| 2016/17 | Jerome Randle                    | Vereinigte Staaten            | Adelaide 36ers (2)                              |
| 2017/18 | Bryce Cotton                     | Vereinigte Staaten            | Perth Wildcats (3)                              |
| 2018/19 | Andrew Bogut                     | Australien                    | Sydney Kings (3)                                |
| 2019/20 | Bryce Cotton (2)                 | Vereinigte Staaten            | Perth Wildcats (4)                              |
| 2020/21 | Bryce Cotton (3)                 | Vereinigte Staaten            | Perth Wildcats (5)                              |
| 2021/22 | Jaylen Adams                     | Vereinigte Staaten            | Sydney Kings (4)                                |
| 2022/23 | Xavier Cooks                     | Australien                    | Sydney Kings (5)                                |
| 2023/24 | Bryce Cotton (4)                 | Vereinigte Staaten            | Perth Wildcats (6)                              |
| 2024/25 | Bryce Cotton (5)                 | Vereinigte Staaten            | Perth Wildcats (7)                              |

## Mehrfachgewinner
| Platz | Spieler       | Team(s)                                     | Auszeichnungen | Jahr                                     |
| ----- | ------------- | ------------------------------------------- | -------------- | ---------------------------------------- |
| 1     | Andrew Gaze   | Melbourne Tigers                            | 7              | 1991, 1992, 1994, 1995, 1996, 1997, 1998 |
| 2     | Bryce Cotton  | Perth Wildcats                              | 5              | 2018, 2020, 2021, 2024, 2025             |
| 3     | Leroy Loggins | Brisbane Bullets                            | 3              | 1984, 1986, 1987                         |
| 4     | Scott Fisher  | North Melbourne Giants                      | 2              | 1989, 1992                               |
| 4     | Robert Rose   | S.E. Melbourne Magic, Townsville Crocodiles | 2              | 1993, 2001                               |
| 4     | Chris Anstey  | Melbourne Tigers                            | 2              | 2006, 2008                               |
| 4     | Kevin Lisch   | Perth Wildcats, Illawarra Hawks             | 2              | 2012, 2016                               |

## Weblink
- Offizielle Website der NBL (englisch)